# Gränsö
För andra betydelser, se Gränsö (olika betydelser).

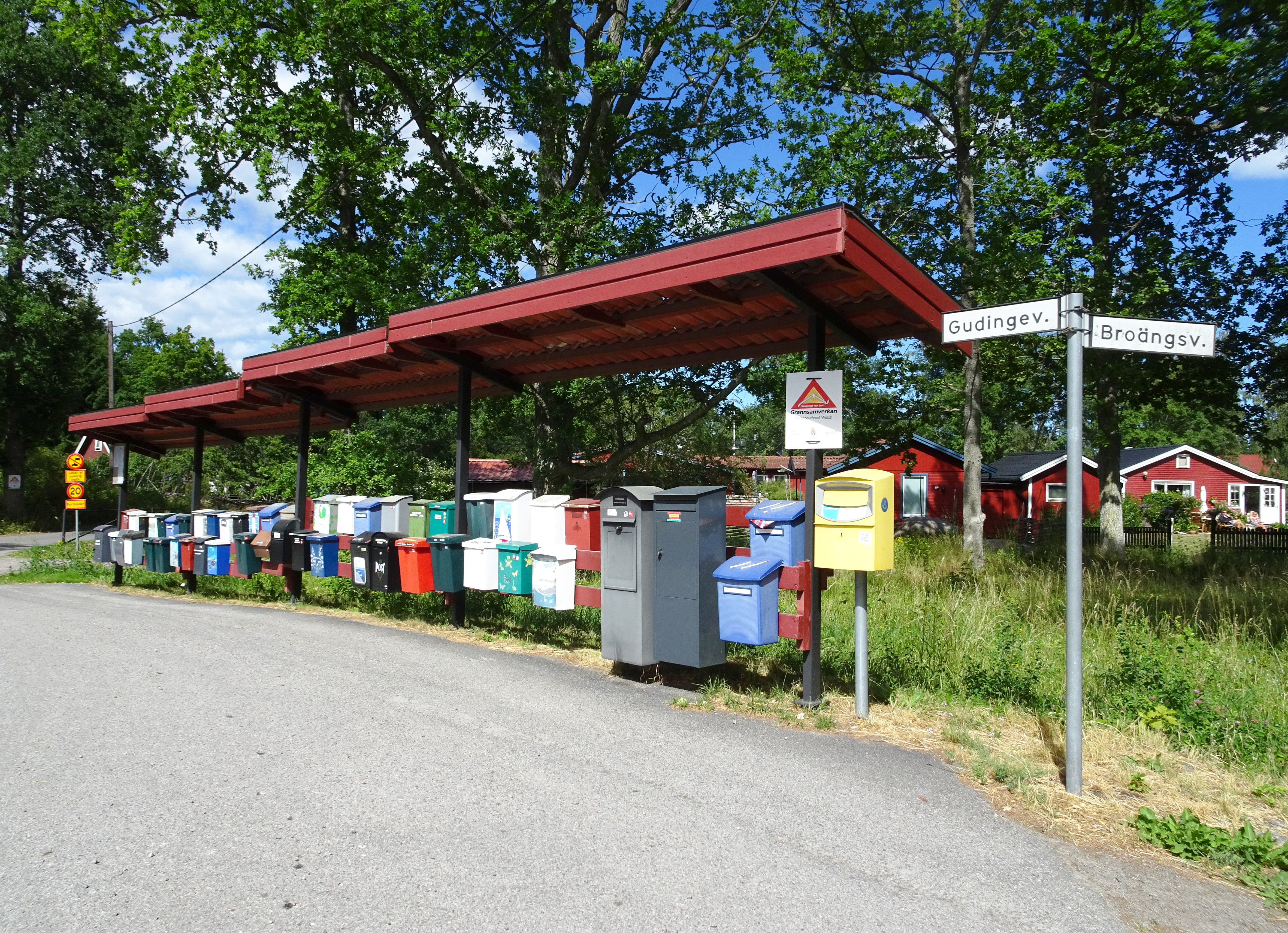
Postlådor på Gränsö.

Gränsö är en omkring 3,2 kvadratkilometer stor halvö 3–9 kilometer från centrala Västervik. Den är belägen i Loftahammars socken i Västerviks kommun i Småland (Kalmar län).

## Allmänt
Här hålls på sommaren en del evenemang vid Gränsö slott, såsom utomhuskonserter och MC-dagarna. Den omkring 500 meter långa Gränsö kanal avskiljer Gränsö från övriga delar av halvön Norrlandet. Gränsö har ca 160 fastigheter, varav de flesta är fritidshus.

## Gränsö naturreservat
De delar av halvön som inte är bebyggda är sedan 1995 ett kommunalt naturreservat med skogsområden, öppna fält och klippstränder. Inom reservatet finns flera Natura 2000 områden. Gränsö genomkorsas av några vandringsleder och blanka klippor inbjuder till bad i havet. Arean omfattar 315 hektar. Markägare är Västerviks kommun. Syftet med reservatet är i första hand att säkerställa området för allmänhetens friluftsliv samt att hålla kulturlandskapet öppet och levande och att bevara Gränsös varierade växt- och djurliv.

### Bilder, naturreservatet

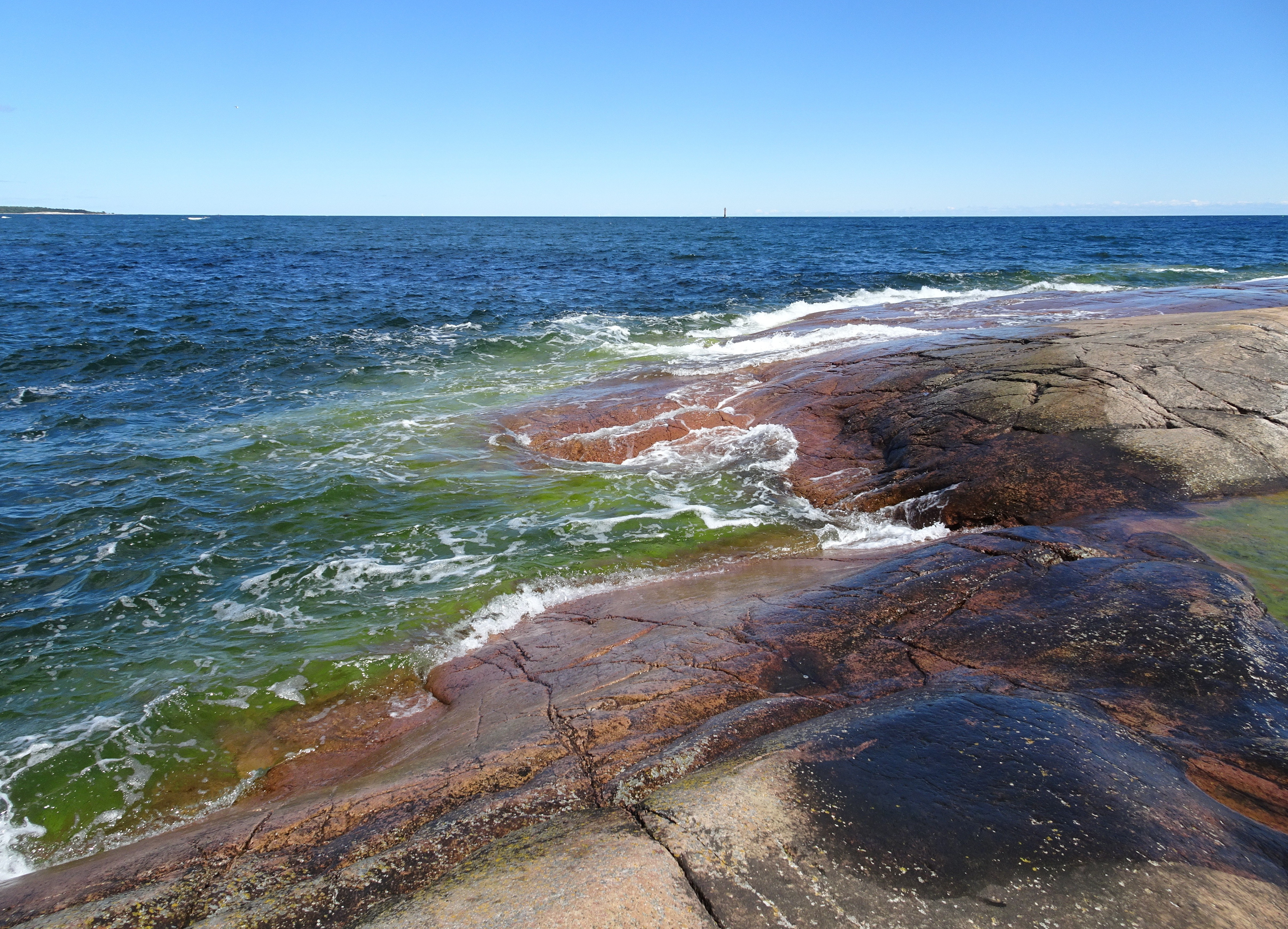
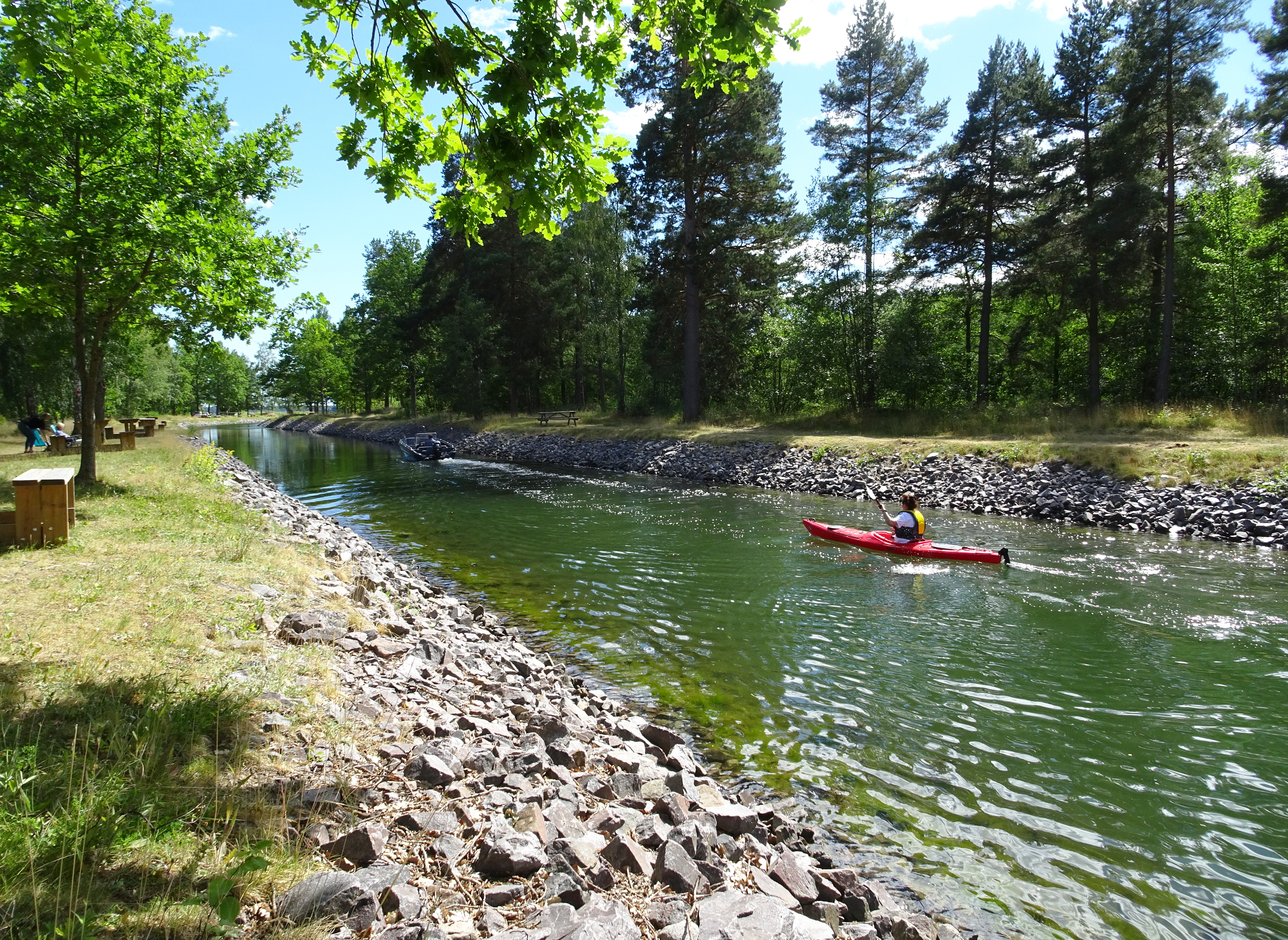